# Travis Banton
Travis Banton (* 18. August 1894 in Waco, Texas; † 2. Februar 1958 in Los Angeles) war ein US-amerikanischer Kostümbildner beim Film, der vor allem für seine Kostüme für Marlene Dietrich bekannt ist.

## Leben
Travis Banton wurde 1894 als Sohn von Maggie (geb. Jones) und Rennie B. Banton in Waco, Texas, geboren. Als er zwei Jahre alt war, zog er mit seiner Familie nach New York, wo er später die Columbia University und die New York School of Fine and Applied Arts besuchte sowie der Art Students League of New York angehörte. Nachdem er im Ersten Weltkrieg auf einem U-Boot zum Einsatz gekommen war, fand er als Designer Anstellungen bei den renommierten Modehäusern von Madame Frances und Lady Duff Gordons Lucile. Mit seinen Entwürfen machte er schnell von sich reden. 1920 wurde die Schauspielerin Mary Pickford auf ihn aufmerksam und ließ sich von ihm das Kleid für ihre Hochzeit mit Douglas Fairbanks nähen. Daraufhin eröffnete er in New York seinen eigenen Modesalon. 1923 und 1924 fertigte er zudem Kostüme für drei Broadway-Produktionen der Ziegfeld Follies an.

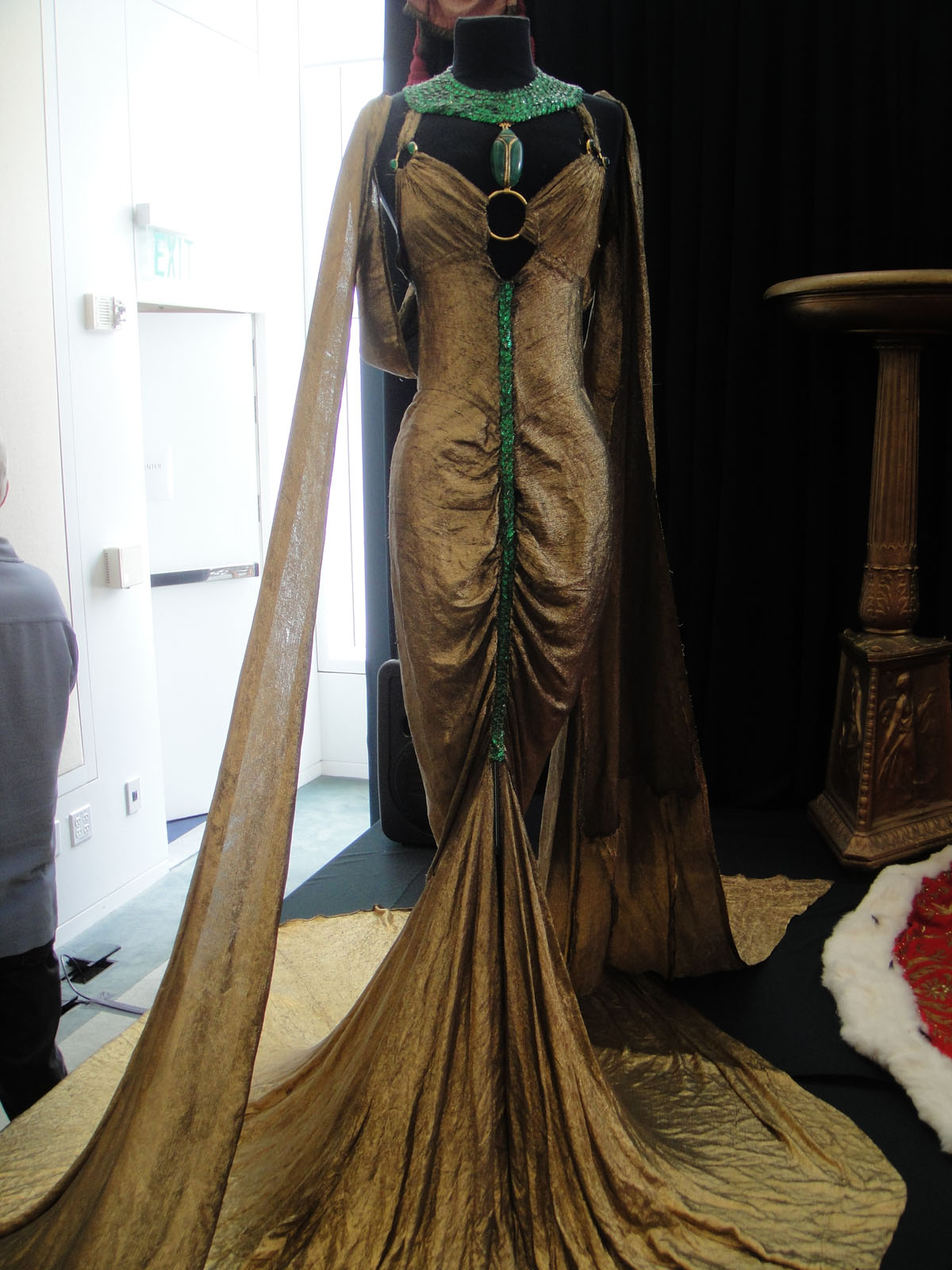
Ein von Banton kreiertes Kostüm für Claudette Colbert in Cleopatra (1934)

Im Jahr 1924 brachte ihn der Filmproduzent Walter Wanger nach Hollywood, wo er von Paramount Pictures als Assistent des Designers Howard Greer unter Vertrag genommen wurde. Der erste Film, an dem er als Kostümbildner beteiligt war, hieß bezeichnenderweise The Dressmaker from Paris (dt.: „Der Schneider aus Paris“, 1925). Darauf folgten weitere Aufträge für Filme mit Pola Negri und Clara Bow. Von 1929 bis 1938 als Chefdesigner für Paramount tätig, entwarf er in den 1930er Jahren häufig Kostüme für die weiblichen Topstars des Studios, darunter Jeanette MacDonald, Claudette Colbert, Miriam Hopkins und Carole Lombard. Bekannt ist er vor allem für seine vielfache Zusammenarbeit mit Leinwandlegende Marlene Dietrich, deren glamouröses Image er mit extravaganten Kostümen in Filmen wie Blonde Venus (1932) und Die scharlachrote Kaiserin (1934) maßgeblich prägte, so wie es Adrian für Greta Garbo bei MGM getan hatte. Auch Dietrichs berühmter Auftritt in einem Smoking in Marokko (1930) war Bantons Idee. Zumeist bevorzugte er einfache und asymmetrische Schnitte, arbeitete dafür jedoch mit teuren Materialien, wie Satin oder Lamé, und setzte zudem oftmals auf Perlen und Pelz. So kreierte er für den Dietrich-Film Engel (1937) ein mit Perlen besticktes und mit russischem Zobelfell ausgestattetes Kleid aus Chiffon im Wert von 8.000 Dollar.
Im Jahr 1939 wechselte Banton zur 20th Century Fox, wo er erneut für Howard Greer arbeitete, jedoch nicht an seine vorherigen Erfolge als Kostümbildner anknüpfen konnte. Von 1945 bis 1948 war er für die Universal Studios tätig. In den 1950er Jahren machte er sich erneut selbstständig. 1956 war er ein letztes Mal für das Showgeschäft tätig, als er für Rosalind Russell die Kostüme für ihre Titelrolle im Broadway-Musical Auntie Mame entwarf.
Andere namhafte Kostümbildner wie Norman Norell sahen Banton als Vorbild und lobten seine Entwürfe vor allem für ihre dezente Eleganz, Originalität und Zeitlosigkeit. Edith Head, seine zeitweilige Assistentin bei Paramount und mehrfache Oscar-Gewinnerin, bezeichnete Banton als „wunderbaren Designer“. „Mein potentielles Talent wäre unentdeckt geblieben, hätte er mir nicht den Weg bereitet. Meiner Meinung nach war er der Größte“, so Head.
Travis Banton starb 1958 im Alter von 63 Jahren an Kehlkopfkrebs in Los Angeles. Er wurde im Forest Lawn Memorial Park beigesetzt.

## Filmografie (Auswahl)
Kostüme:
- 1926: Die Großfürstin und ihr Kellner (The Grand Duchess and the Waiter)
- 1926: Fräulein Wasserscheu im Strandbad (The Palm Beach Girl)
- 1927: Das gewisse Etwas (It) – für Clara Bow
- 1927: Wings – für Clara Bow
- 1927: Unterwelt (Underworld)
- 1928: Der weiße Harem (Beau Sabreur)
- 1928: Einmal kommt der Tag (Doomsday)
- 1928: Das zweite Leben (Three Sinners) – für Pola Negri
- 1928: Polizei (The Drag Net)
- 1928: Steckbrieflich verfolgt (Ladies of the Mob) – für Clara Bow
- 1929: Die Stimme aus dem Jenseits (The Canary Murder Case)
- 1929: Artisten (The Dance of Life)
- 1929: Liebesparade (The Love Parade) – für Jeanette MacDonald
- 1930: Street of Chance – für Kay Francis und Jean Arthur
- 1930: Der König der Vagabunden (The Vagabond King) – für Jeanette MacDonald
- 1930: Marokko (Morocco) – für Marlene Dietrich
- 1931: Entehrt (Dishonored) – für Marlene Dietrich
- 1931: Eine amerikanische Tragödie (An American Tragedy)
- 1931: Girls About Town – für Kay Francis
- 1931: Dr. Jekyll und Mr. Hyde (Dr. Jekyll and Mr. Hyde) – für Miriam Hopkins
- 1932: Shanghai-Express (Shanghai Express) – für Marlene Dietrich
- 1932: Eine Stunde mit Dir (One Hour with You) – für Jeanette MacDonald
- 1932: Die Frau im U-Boot (Devil and the Deep) – für Tallulah Bankhead
- 1932: Schönste, liebe mich (Love Me Tonight) – für Jeanette MacDonald
- 1932: Blonde Venus – für Marlene Dietrich
- 1932: Ärger im Paradies (Trouble in Paradise) – für Miriam Hopkins und Kay Francis
- 1932: No Man of Her Own – für Carole Lombard
- 1933: Hotel auf dem Ozean (Luxury Liner)
- 1933: Alles für das Kind (A Bedtime Story)
- 1933: Das Hohe Lied (The Song of Songs) – für Marlene Dietrich
- 1933: Ein Stück vom Mond (Three-Cornered Moon)
- 1933: Ich bin kein Engel (I’m No Angel) – für Mae West
- 1933: Serenade zu dritt (Design for Living) – für Miriam Hopkins
- 1934: Wo ist das Kind der Madeleine F.? (Miss Fane’s Baby Is Stolen)
- 1934: Bolero – für Carole Lombard
- 1934: Die schwarze Majestät (Death Takes a Holiday)
- 1934: Schiffbruch unter Palmen (We’re Not Dressing) – für Carole Lombard
- 1934: Die scharlachrote Kaiserin (The Scarlet Empress) – für Marlene Dietrich
- 1934: Cleopatra – für Claudette Colbert
- 1934: Tempel der Schönheit (Kiss and Make-Up)
- 1934: Sophie kann’s nicht lassen (The Notorious Sophie Lang)
- 1934: Meine Damen, zugehört! (Ladies Should Listen)
- 1934: Die Schöne der neunziger Jahre (Belle of the Nineties)
- 1934: Jagd nach dem Glück (The Pursuit of Happiness)
- 1934: Madame befiehlt! (Enter Madame)
- 1935: Der Teufel ist eine Frau (The Devil Is a Woman) – für Marlene Dietrich
- 1935: Liebe im Handumdrehen (Hands Across the Table) – für Carole Lombard
- 1935: Bengali (The Lives of a Bengal Lancer)
- 1935: Das Mädchen, das den Lord nicht wollte (The Gilded Lily) – für Claudette Colbert
- 1935: Ein Butler in Amerika (Ruggles of Red Gap)
- 1935: Die Farm am Mississippi (So Red the Rose) – für Margaret Sullavan
- 1935: Mädchen in Shanghai (Shanghai)
- 1935: Eine Frau von 20 Jahren (Accent on Youth) – für Sylvia Sidney
- 1935: Goin’ to Town – für Mae West
- 1936: Perlen zum Glück (Desire) – für Marlene Dietrich
- 1936: Eine Prinzessin für Amerika (The Princess Comes Across) – für Carole Lombard
- 1936: Mein Mann Godfrey (My Man Godfrey) – für Carole Lombard
- 1936: Der General starb im Morgengrauen (The General Died at Dawn) – für Madeleine Carroll
- 1936: Die zweite Mutter (Valiant Is the Word for Carrie)
- 1937: Swing High, Swing Low – für Carole Lombard
- 1937: Assistenzarzt Dr. Kilder (Internes Can’t Take Money) – für Barbara Stanwyck
- 1937: Mein Leben in Luxus (Easy Living) – für Jean Arthur
- 1937: High, Wide, and Handsome – für Irene Dunne
- 1937: Engel (Angel) – für Marlene Dietrich
- 1937: Ein Mordsschwindel (True Confession) – für Carole Lombard
- 1937: Denen ist nichts heilig (Nothing Sacred) – für Carole Lombard
- 1938: Blaubarts achte Frau (Bluebeard’s Eighth Wife) – für Claudette Colbert
- 1938: Madame haben geläutet? (Fools for Scandal) – für Carole Lombard
- 1939: Intermezzo (Intermezzo: A Love Story) – für Ingrid Bergman
- 1939: Ein ideales Paar (Made for Each Other) – für Carole Lombard
- 1939: Die Zehn Gebote (The Great Commandment)
- 1940: Galopp ins Glück (Down Argentine Way) – für Betty Grable
- 1940: Im Zeichen des Zorro (The Mark of Zorro) – für Linda Darnell
- 1940: Tin Pan Alley – für Alice Faye und Betty Grable
- 1940: Rache für Jesse James (The Return of Frank James)
- 1941: Tall, Dark and Handsome
- 1941: Überfall der Ogalalla (Western Union)
- 1941: König der Toreros (Blood and Sand) – für Rita Hayworth und Linda Darnell
- 1941: Menschenjagd (Man Hunt)
- 1941: Adoptiertes Glück (Sun Valley Serenade) – für Sonja Henie
- 1941: A Yank in the R.A.F. – für Betty Grable
- 1944: Es tanzt die Göttin (Cover Girl) – für Rita Hayworth
- 1945: Polonaise (A Song to Remember) – für Merle Oberon
- 1945: Eine Frau mit Unternehmungsgeist (Roughly Speaking)
- 1945: Der Wundermann (Wonder Man)
- 1945: Onkel Harrys seltsame Affäre (The Strange Affair of Uncle Harry)
- 1945: Die Liebe unseres Lebens (This Love of Ours) – für Merle Oberon
- 1945: Straße der Versuchung (Scarlet Street)
- 1945: Die Herberge zum Roten Pferd (Frontier Gal)
- 1946: Ich sing’ mich in dein Herz hinein (Because of Him)
- 1946: Schwester Kenny (Sister Kenny) – für Rosalind Russell
- 1946: Die Ausreißerin (The Runaround) – für Ella Raines
- 1946: Feuer am Horizont (Canyon Passage)
- 1946: Die wunderbare Puppe (Magnificent Doll) – für Ginger Rogers
- 1947: Die Piraten von Monterey (The Pirates of Monterey) – für María Montez
- 1947: Ein Doppelleben (A Double Life) – für Signe Hasso
- 1947: Smash-Up: The Story of a Woman – für Susan Hayward
- 1947: Briefe aus dem Jenseits (The Lost Moment) – für Susan Hayward
- 1947: Trauer muss Elektra tragen (Mourning Becomes Electra)
- 1947: Geheimnis hinter der Tür (Secret Beyond the Door) – für Joan Bennett
- 1947: Der Fall Paradin (The Paradine Case) – für Ann Todd
- 1948: Brief einer Unbekannten (Letter from an Unknown Woman) – für Joan Fontaine
- 1948: Die bronzene Göttin (The Velvet Touch)
- 1950: Never a Dull Moment – für Irene Dunne
- 1950: Der Rebell von Mexiko (The Eagle and the Hawk) – für Rhonda Fleming
- 1951: Valentino – Liebling der Frauen (Valentino)